# Albizia edwallii
Albizia edwallii es una especie fanerógama perteneciente a la familia de las leguminosas (Fabaceae). Es endémica de Argentina y de Brasil. Se encuentra en los bosques entre el Océano Atlántico y el río Uruguay en Misiones, Paraná, Santa Catarina y São Paulo.

## Taxonomía
Albizia edwallii fue descrita por (Hoehne) Barneby & J.W.Grimes 1996  y publicado en Memoirs of the New York Botanical Garden 74(1): 209. 1996.
Etimología
albizia: nombre genérico dedicado a Filippo del Albizzi, naturalista italiano del siglo XVIII que fue él fue el primero en introducirla en Europa en el año 1740 desde Constantinopla.
edwallii: epíteto otorgado en honor de Gustaf Edwall ( 1862 - 1946 )  botánico y explorador sueco, que desarrolló buena parte de su actividad científica en Brasil.
Sinonimia
Albizia austrobrasilica Burkart

Albizia edwarllii (Hoehne) Barneby & J.W.Grimes (lapsus)

Pithecellobium edwallii Hoehne basónimo

Pithecolobium edwallii Hoehne (orth.var.)